# 琪露诺
琪露諾（日语：チルノ），是日本同人遊戲開發社團上海愛麗絲幻樂團作品《東方Project》中登場的架空人物，居住在霧之湖湖畔。最初於『東方紅魔鄉 ～ the Embodiment of Scarlet Devil.』作為敵對角色登場。

## 生平
琪露諾於2002年初次登場，起初被設定為湖上的冰精，是大自然的產物。自幼無父無母。在幻想鄉中賣過刨冰、醃蓴菜。開始時，她什麼活都得做，孔武有力。自稱為「あたい」和中文的「人家、老娘」語氣最接近）。特徵為身穿藍色無袖連衣裙（裙邊為白色三角形碎花）搭配衣袖皆泡泡袖的白襯衫，大部分時間都是光著腳行動；不過偶爾也會穿穿襪子，背後長著三對六棱柱狀翅膀。個性十分好戰，常自稱最強，尤其是在對戰得勝後。好與人嬉笑，頭腦簡單。她事實上有自己的決斷，但是喜歡猜忌。
在《天空璋》獲得了空前的力量而陷入了精神上的無敵狀態、想要支配幻想鄉，後來被吸入後戶之國並在此打敗了秘神——摩多羅隱岐奈。
在《妖精大戰爭》中，家園遭到桑尼·米爾克為首的光之三妖精的毀滅打擊，變成一片廢墟。於是琪露諾踏上了討伐三妖精的道路。

### 頭銜
| 外文 | 中文             | 作品               |
| ---- | ---------------- | ------------------ |
|      | 湖上的冰精       | 《紅魔鄉》         |
|      | 冰之妖怪         | 《妖妖夢》         |
|      | 不自然的冷氣     | 《文花帖》         |
|      | 冰之妖精         | 《非想天則》       |
|      | 湖的冰精         | 《輝針城》         |
|      | 烈日下不融的冰精 | 《天空璋》         |
|      | 天真即正義       | 《彈幕狂們的黑市》 |
|      | 冰之小妖精       | 《三月精V》        |

## 能力
- 操作冷和冰:有一個古怪又殘忍興趣就是把青蛙凍成冰塊。
- 飛行
- 復生:妖精是自然產物，死了也能復活。

## 主題曲
- 《活潑的純情小姑娘》
- 《活潑純情小姑娘的冒險》

## 「⑨」之名的由來

琪露諾的暱稱⑨

在ZUN放出《東方花映塚》的介紹圖時，把琪露諾放在⑨的位置上，並以「⑨笨蛋」簡單帶過，從此「⑨」及「笨蛋」就成為她的別名了。
另外在二設裡，琪露諾是一個非常迷信的人。她篤信「⑨」是非常吉祥的數字，可以避免遭遇血光之災；並定⑨月⑨日為琪露諾紀念日，簡稱「琪露諾日」。

## 軼事
有閱讀報紙文章的習慣。在《東方文花帖》中，琪露諾要求文換一種方式報導她的故事，但是被拒絕了。琪露諾後表示：「除了有的小問題可能接近事實，其餘全部都不符合事實」。

## 其他媒體
- 東京大學Markyu Project在學園祭上表演了《琪露諾的完美數學教室》的cosplay舞蹈，在“東京電玩展2010 Cosplay大會”上也進行了表演。[3]

- 《琪露諾的完美學習書》-與昭和Note合作的學習書[4]

## 好友
桑妮·米尔克、露娜·切露德、斯塔·萨菲娅、大妖精、爱塔妮缇拉尔瓦

## 評價
琪露諾是東方最為重要的腳色之一，幻想鄉居民對她的評價偏差很大，褒貶不一。
- 魔理沙《妖精大戰爭》稱：“她的智力並非最崇高的品質，樂觀和善良才是。”
- 《文花帖》中，蕾蒂曾經表示出了對於琪露諾的不屑。

## 紀念
在日本神奈川秦野市設有琪露諾博物館